# Apple Display Connector
Apple Display Connector (ADC) 是基于DVI接口的专用修订版。允许只使用一根电缆，就能同时传输模拟/数字视频信号、USB数据流和电源。 其被应用于后期版本的Apple Studio Display，包括最后一款17寸CRT显示器型号。大部分宽萤幕版Apple Cinema Display型号也采用该技术。随后，Apple 便全面转换到标准 DVI 接口。 
2000年7月发布的Power Mac G4和G4 Cube首次采用了该技术, 2004年6月发布的铝合金外壳版20" (51 cm), 23" (58 cm), 30" (76 cm)显示器时不再随附ADC接口，转而采用单独的DVI、USB和FireWire接口，并独立供电。2004年10月发布的单核Power Mac G5仍保留了一个接口，一直到2005年4月的机种迭代时仍保有该接口。2005年6月，ADC 随着该机种停产而不再继续保留。

## 兼容性
从形态上看，ADC接口与DVI接口完全不兼容。Apple DVI转 ADC转接器发布于2002年， 发布时售价149美元，最终发售时要价99美元， 其可以从主机中采集USB、DVI数据流和电源， 从而允许ADC显示器搭配DVI接口主机使用。

ADC最大可以提供功率 100W 的电源，该功率尚不足以满足大部分 19 英寸（48cm）或更大尺寸的宽屏CRT显示器的运行要求。ADC 首次发布时，其也与家用市场上的大部分显示器不兼容（大部分显示器只支持 DVI 和 VGA）。功率限制是 Apple 抛弃 ADC 接口的一个很重要的原因，特别是其发布30英寸 (76 cm) Apple Cinema HD Display以后。
更新的基于DVI显示器上，即使没有ADC接口，Apple 仍然采用了一根“复合线缆” 传输数据和电源，避免机器内部走线的杂乱。这种做法将DVI、电源、USB和FireWire分开进行传输，也能弥补ADC的缺点。2008年开始，Apple逐步抛弃DVI接口，转而采用DisplayPort标准，并研发了他们自己的Mini DisplayPort接口，并应用于首次发布的LED背光Cinema Display上。 2013年后，Apple取消了显示器产品上的DVI接口。
Apple 现已不在为ADC显示器或转接器提供支持。

## Pin 3 and 11
显卡上有一根额外的针脚为ADC接口供电，这根针脚位于主板上的 AGP 插槽和电脑背板之间；在G4 Mac上, 部分电源也通过AGP pins 3 和 11来传输。 ADC发布时, AGP pins 3 和 11 还没有被分配用途。在AGP 8x, pins 3 和 11 都已被占用，因此G4并不能直接兼容AGP 8x。G5 Mac 可以利用这根针脚提供全部的供电，因此兼容AGP 8x。 想在 G4 上使用AGP 8x卡的话，pin 3和11必须被禁用。

## 另请参阅
- 苹果显示器
- HDI-45 连接器（Apple 早期将将其他接口集成到视频连接器中的尝试）
- 显示接口列表